# Léa Moukanas
Léa Moukanas, née le 18 juin 1999 à Beyrouth, est une écrivaine et entrepreneuse franco-libanaise. Elle est la fondatrice de l’association Aïda (lutte contre le cancer des jeunes) et la cofondatrice du Collège Citoyen de France.

## Biographie

### Jeunesse et études
Léa Moukanas naît le 18 juin 1999 à Beyrouth.
Diplômée d'un baccalauréat économique et social, elle intègre l'Institut d'études politiques de Paris à la rentrée 2017. Elle en obtient le diplôme six ans plus tard. 

### Parcours
En juin 2014, à l'âge de 14 ans, elle publie son premier roman, La Machine à remonter le temps aux Éditions LEN. Elle publie son second roman dans la même maison d'édition en janvier 2015, Ulysse chez les Phéniciens, qui avait été publié en partie dans L'Orient-Le Jour. Il est inspiré de son pays natal le Liban, qu'elle a fui en 2006.
Le 25 octobre 2014, sa grand-mère, Aïda Younès Frangié décède des suites d'une leucémie foudroyante après 17 jours de maladie. Un traumatisme pour la jeune fille qui n'a alors que 15 ans et pour qui elle était « un modèle irremplaçable ». En janvier 2015, à l'âge de 15 ans, elle crée l'Association Aïda qui a pour missions l'aide au patient, pendant et après les traitements, et la sensibilisation des jeunes à la maladie,.
Très vite l'association Aïda s'agrandit et Léa Moukanas devient ainsi la plus jeune présidente d'association caritative d'Europe. Elle est par ailleurs récompensée par le Prix Jeune et Bénévole 2015, et finaliste des Hype Awards organisés en partenariat avec Google France. 
Elle est nommée Entrepreneur Social de l'année 2018 à Viva Technology en Mai 2018. 
En 2020, elle fait partie du collectif de 10 personnalités qui cofonde le Collège citoyen de France, une école pour former les responsables publics de demain. 
Léa Moukanas reçoit de nombreuses distinctions, dont “Femmes de santé 2020”, et elle est nommée pour le prix “Femme d’influence 2021”. En 2022, elle figure dans le top 10 des leaders de moins de 30 ans selon Les Echos et dans le classement du Parisien des 50 Françaises à suivre dans les 10 prochaines années. 
En octobre 2022, elle publie son livre « Je veux être utile - l'engagement n'a pas d'âge » aux Éditions Robert Laffont, qui raconte l’histoire de l’association Aïda. 
En 2023, elle fait partie des 30 under 30 du magazine Forbes et des 40 femmes qui ont marqué l'année. En 2024 elle reçoit le prix « Influence et santé » de la « personnalité engagée de l’année » décerné par le média Dr Good et Webedia Care. 